# Liuhszing huajüan
A Liuhszing huajüan, angol címén Meteor Garden egy 2001-ben bemutatott tajvani dráma Barbie Hsu, Jerry Yan, Vic Zhou, Vanness Wu és Ken Chu főszereplésével. A sorozat a Boys Over Flowers (花より男子, Hana Yori Dango) című mangán alapszik.

## Szereplők
- Barbie Hsu mint Shan Tsai
- Jerry Yan mint Dao Ming Tse
- Vic Zhou mint Hua Ze Lei
- Ken Chu mint Xi Men
- Vanness Wu mint Mei Zuo
- Rainie Yang mint Xiao You
- Winnie Tang mint Teng Jing Qian
- Edward Ou mint Qing Ő
- Ye An Ting mint Li Zhen
- Belinda Cheng mint Bai He
- Wang Yue mint Shan Tsai anyja
- Dong Zhi Cheng mint Shan Tsai apja
- Xiu Zhen Zhen mint Dao Ming Feng
- Mária Dao Ming mint Zhuang Hsu
- Lan Cheng mint Long Yamen
- Ruo Zhang Qian mint Zhen Hui
- Xiao Ke Huan mint Ru Zi jelentése
- Liu Jin Er mint a Dao Ming család komornyikja
- Wallace Chung mint Ah Sung
- Tang Qi mint nevelőnő
- Li Jie Sheng mint Xiao You barátja
- Bu Xue Liang mint főiskolai tanár
- Xu Wei mint Lun Xun Ah
- Xiu Qin
- Bai Yan An
- Harlem Yu (19. epizód)